# Коту-Морій
Коту-Морій (рум. Cotu Morii) — село у повіті Ясси в Румунії. Входить до складу комуни Попрікань.
Село розташоване на відстані 337 км на північ від Бухареста, 16 км на північ від Ясс.

## Населення
За даними перепису населення 2002 року у селі проживали 270 осіб, усі — румуни. Усі жителі села рідною мовою назвали румунську.